# فيتالي أورلوف
فيتالي أورلوف هو لاعب كرة قدم روسي في مركز الوسط، ولد في 9 يناير 1992. لعب مع أرسنال تولا.

## وصلات خارجية
- فيتالي أورلوف على موقع قاعدة بيانات كرة القدم.إي يو (الإنجليزية)
- فيتالي أورلوف على موقع Soccerway.com (الإنجليزية)